# (500379) 2012 TX59
(500379) 2012 TX59 es un asteroide perteneciente al cinturón de asteroides, descubierto el 18 de septiembre de 1995 por el equipo del Spacewatch desde el Observatorio Nacional de Kitt Peak, Arizona, Estados Unidos.

## Designación y nombre
Designado provisionalmente como 2012 TX59.

## Características orbitales
2012 TX59 está situado a una distancia media del Sol de 3,168 ua, pudiendo alejarse hasta 3,630 ua y acercarse hasta 2,706 ua. Su excentricidad es 0,145 y la inclinación orbital 9,655 grados. Emplea 2060,09 días en completar una órbita alrededor del Sol.
Los próximos acercamientos a la órbita de Júpiter se producirán el 10 de junio de 2089, el 28 de abril de 2100 y el 13 de marzo de 2111, entre otros.

## Características físicas
La magnitud absoluta de 2012 TX59 es 16,7.